# Z7 Konzertfabrik

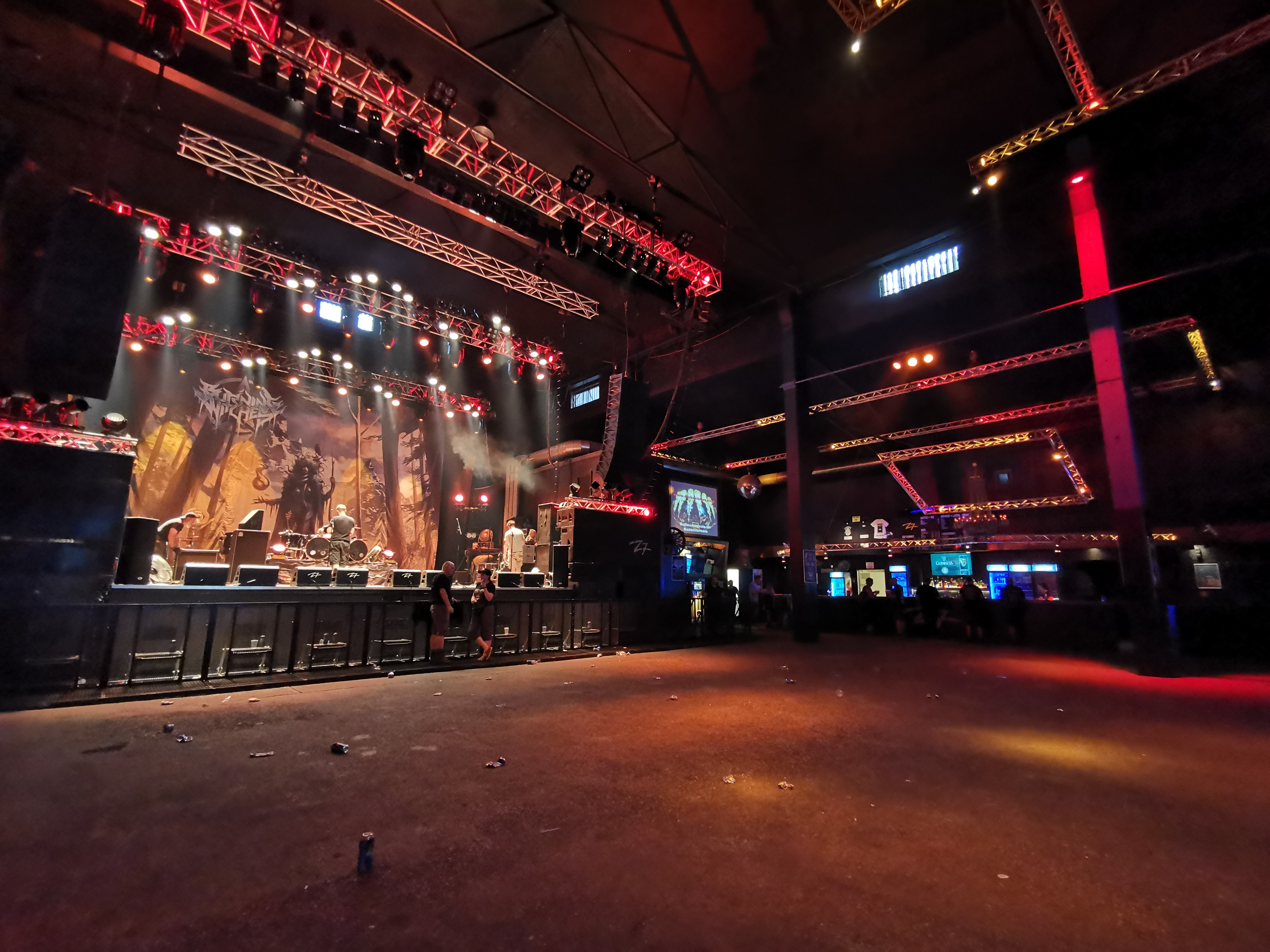
Bühne und eine der Bars im Z7 (2022)

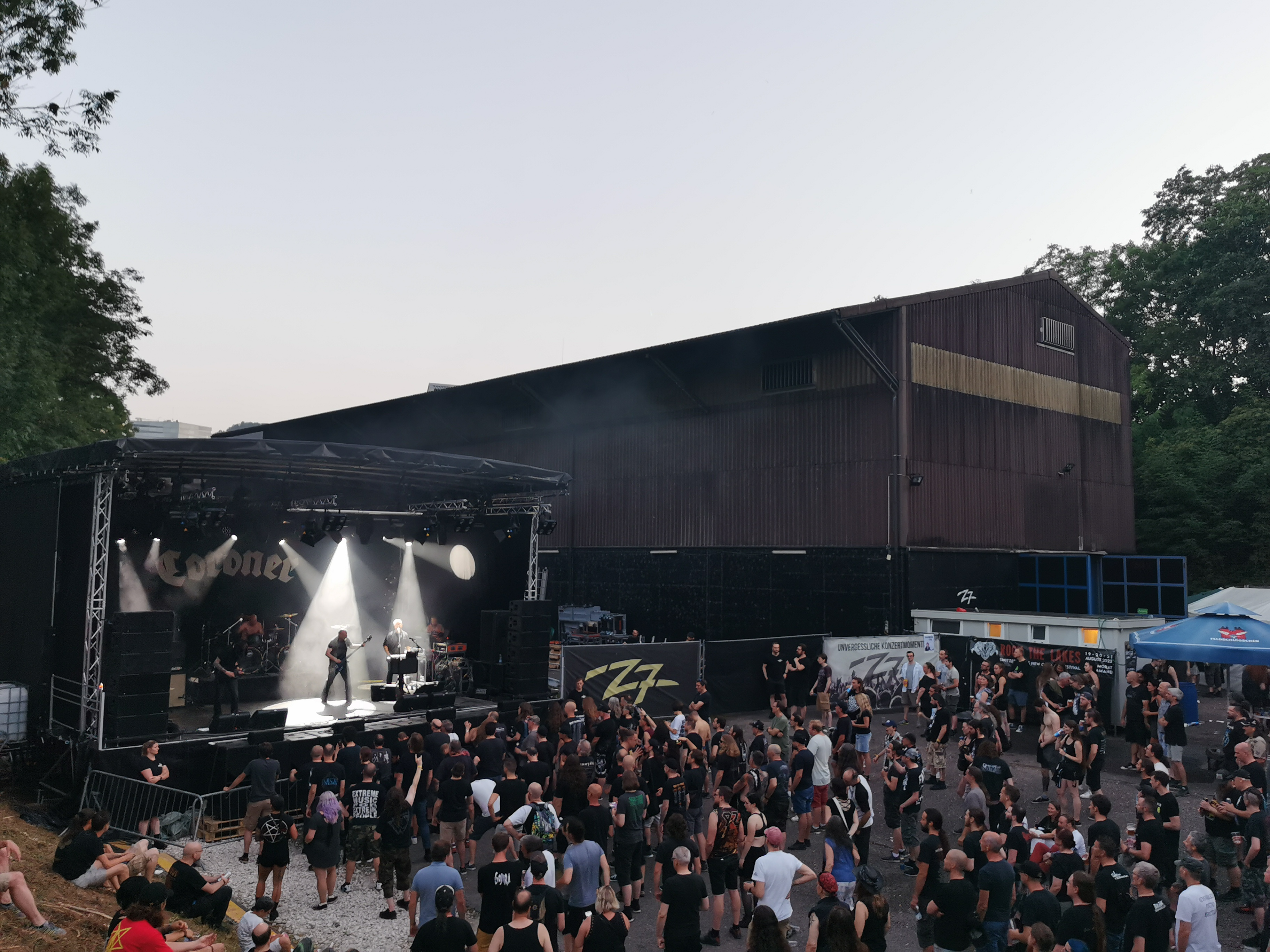
Z7 mit Open-Air-Bühne während der Z7 Wild Dayz 2022 (Coroner)

Die Z7 Konzertfabrik (meist kurz das Z7) ist ein Live-Musikclub mit Schwerpunkt Metal und Rock in Pratteln im Schweizer Kanton Basel-Landschaft.

## Geschichte
Nachdem Anfang der 1990er Jahre der deutsche Konzertveranstalter Norbert Mandel Mitglied und schliesslich Chef des Schweizer Vereins Zack geworden war, beschloss dieser, vom bisherigen Konzept der Veranstaltung von Konzerten an verschiedenen Locations Abstand zu nehmen und einen festen Ort zu suchen. 1994 wurde die ehemalige Container-Lagerhalle in der namensgebenden Kraftwerkstrasse 7 im Industriegebiet in Pratteln zu einer Konzertlocation umgebaut. Im November 1994 fanden hier erste Konzerte, darunter der Spencer Davis Group und von Slayer und Machine Head, statt.
Die Halle fasst 1600 Besucher und kann für kleinere Veranstaltungen mit Trennwänden auf eine Kapazität von 400 Besuchern verkleinert werden, wobei dem Mini-Z7 eine separate Bühne mit eigener Licht- und Tontechnik zur Verfügung steht.
Der Verein Zack wurde zwischenzeitlich aufgelöst, das Z7 wird nun vom gleichnamigen Verein Z7 Konzertfabrik betrieben, dem Norbert Mandel vorsteht.
1997 bewilligte der Kanton Basel-Landschaft einen Zuschuss von 270'000 Franken für den Ausbau der Infrastruktur.
2005 ging die zuvor angemietete Halle, die 120'000 Franken Miete im Jahr kostete, vollständig in den Besitz der Z7 Konzertfabrik über, und das Z7 kommt seither ohne öffentliche Gelder aus.
Von ca. 2007 bis 2017 verlegte das Z7 mit dem Z7 Magazin (ursprünglich Z7 Live Magazin) eine eigene Zeitschrift, die an mehreren Orten und per Abo kostenlos erhältlich war und zuletzt eine Auflage von 20'000 Exemplaren hatte.
2016 beschäftigte das Z7 13 Festangestellte und 73 Nebenerwerbs-Beschäftigte.
Im Juli 2021 verkündete das Z7, den Betrieb per Ende 2022 voraussichtlich einzustellen und danach an einen anderen Standort zu verlagern, da fälligen umfassenden Sanierungsarbeiten eine ungewisse Parkplatzsituation entgegenstand, die sich seit Jahren nicht klären liess. Der Umbau des Z7 solle etwa neun bis zwölf Monate in Anspruch nehmen, rund drei Millionen Franken kosten und nur in Angriff genommen werden, wenn eine langfristige Lösung für den gestiegenen Anreiseverkehr gefunden werden könne.
Schon 2014 hatten die Betreiber des Z7 einen Umzug (auch in andere Gemeinden in der Schweiz oder Deutschland) in Aussicht gestellt, sollte auf dem benachbarten Grundstück wie geplant ein Baumarkt entstehen und die bisher kaum genutzte Kraftwerkstrasse damit zur belebten Durchfahrtstrasse werden. Norbert Mandel hätte jenes Grundstück auch gerne selbst für Parkplätze und eine Erweiterung des Z7 erworben.
Im April 2022 verkündete das Z7, in den nächsten beiden Monaten probeweise die Parkplätze eines nahegelegenen Einkaufszentrums nutzen zu dürfen, was das Problem beheben könnte. Im September teilte das Z7 mit, dass diese Lösung für die nächsten fünf Jahre fortbestehen und das Z7 deshalb nicht zum Ende des Jahres schliessen wird.

## Auszeichnungen
2011 erhielt Norbert Mandel den Baselbieter Kulturpreis.
2014 und 2016 wurde das Z7 in Leserabstimmungen des Metal Hammer jeweils auf Platz 5 der besten Metal-Locations gewählt. Dasselbe Magazin nannte das Z7 «Musikers Liebling» und schätzte, dass Musiker, die zu ihren Lieblings-Clubs befragt werden, zu 80 Prozent das Z7 nennen.
2015 war das Z7 als erster Schweizer Club für den Live-Entertainment-Award in der Kategorie «Bester Club» nominiert.

## Konzerte
Zum 25-jährigen Jubiläum im November 2019 zählte das Z7 insgesamt über 2500 Konzerte und rund 1,4 Mio. Besucher, im Jahr 2019 alleine waren es 120'000 Besucher. Etwa 16 Prozent der Gäste kommen aus Deutschland und Frankreich, der Rest zumeist aus der Schweiz.
2000 richtete das Z7 erstmals das mehrtägige Festival Metal Dayz aus, bei dem sowohl auf der Bühne im Z7 als auch auf einer Open-Air-Bühne auf dem Vorgelände der Halle Konzerte stattfanden. Es traten u. a. In Extremo, Gamma Ray, Rage, Saxon und Subway to Sally auf.
Die Metal Dayz wurden 2001 (u. a. Annihilator, Behemoth, Destruction, Grave Digger, Hammerfall, Lacuna Coil, Napalm Death, Nightwish, Overkill, Voivod), 2002 (Doro, Edguy, Rose Tattoo, Samael, Savatage, Threshold), 2003 (Annihilator, Destruction, Rotting Christ, Slayer, Stratovarius, Tankard, Testament, Within Temptation), 2006 (Die Apokalyptischen Reiter, Brainstorm, Epica, In Extremo, Rage) und 2009 (Die Apokalyptischen Reiter, Arch Enemy, Behemoth, Belphegor, Ensiferum, Equilibrium, Kreator, Sabaton, Satyricon, Sodom) wiederholt. 2006 wurde im Winter ein zweites Festival mit Zelt- statt Open-Air-Bühne angeboten, End of Dayz. Das Line-Up bestand hier u. a. aus Brainstorm, Destruction, Eluveitie, Finntroll, Samael und Sodom.

2010 bis 2012 wurde das Festival als Schweizer Ausgabe des Metalfest fortgeführt, 2010 mit u. a. Alestorm, Behemoth, Death Angel, Eluveitie, Finntroll, Heidevolk, Marduk, Powerwolf, Sepultura, Six Feet Under, Testament, 2011 mit Amon Amarth, Amorphis, Arch Enemy, Cradle of Filth, Destruction, Primordial, Sabaton und 2012 mit Alestorm, Behemoth, Blind Guardian, Dark Tranquillity, Death Angel, Heidevolk, Hypocrisy, Kreator, Powerwolf, Vader, W.A.S.P.
2013 wurde das Festival Up in Smoke eingeführt, das ab dem Folgejahr ebenfalls mehrtägig war und auf zwei Bühnen stattfand. Es fand bis 2019 jährlich statt und wurde 2022 fortgeführt. Hier traten über die Jahre u. a. Brant Bjork, Colour Haze, Electric Wizard, EyeHateGod, Fu Manchu, Graveyard, die Melvins und Orange Goblin auf. 
Seit 2015 werden unter dem Label Z7 Summer Nights Open Air im Sommer regelmässig Open-Air-Konzerte auf dem Vorplatz des Z7 organisiert, die bis zu 2800 Zuschauer erlauben.
Im Juni 2022 fand mit den Z7 Wild Dayz wieder ein mehrtägiges Festival nach dem Konzept der Metal Dayz statt, das ursprünglich schon für 2021 angekündigt worden war. Mit dabei waren u. a. Amorphis, Anti-Flag, Battle Beast und Coroner.
2007 war das No Mercy Festival im Z7 zu Gast, 2010, 2012 und 2013 die Impericon Never Say Die! Tour, 2012 das dreitägige Extremefest, 2017 das zweitägige Festival Eluveitie And Friends.
Zu den weiteren Künstlern, die im Z7 auftraten, gehören Accept, Airbourne, Alan Parsons Live Project, Alice Cooper, Alter Bridge, Amaranthe, Anathema, Angra, Anthrax, Anvil, Arkona, Avantasia, Axel Rudi Pell, Axxis, BAP, Bad Religion, Barclay James Harvest, Beth Hart, Billy Idol, Biohazard, Black Label Society, Blue Öyster Cult, Blutengel, Böhse Onkelz, Bonfire, Bonnie Tyler, Borknagar, Bring Me the Horizon, Caliban, Canned Heat, Cannibal Corpse, Carcass, Cavalera Conspiracy, Children of Bodom, Christina Stürmer, Clawfinger, Corvus Corax, Crematory, D-A-D, DAF, Debauchery, Deicide, Delain, DevilDriver, Devin Townsend, Diamond Head, Die Ärzte, Die Krupps, Dog Eat Dog, DragonForce, Dream Theater, Dying Fetus, Edenbridge, Eisbrecher, Eisregen, Elvenking, Epitaph, Erste Allgemeine Verunsicherung, Evanescence, Evergrey, Exodus, Fates Warning, Faun, Fettes Brot, Fiddler’s Green, Flotsam and Jetsam, Garbage, Girlschool, Goethes Erben, Gotthard, Great White, Guildo Horn, Haggard, Hardcore Superstar, Hatebreed, Heather Nova, Helloween, Helmet, House of Lords, Iced Earth, Ill Niño, In This Moment, Insomnium, Iron Butterfly, Irrlicht, J.B.O., Jaded Heart, Jeff Beck, Jethro Tull, Jinjer, Joe Lynn Turner, Johnny Winter, Jorn, Joss Stone, Judas Priest, Kamelot, Kansas, Kataklysm, Katatonia, Killswitch Engage, Korn, Korpiklaani, Kraftklub, LaFee, Lacrimosa, Lamb of God, Leaves’ Eyes, Letzte Instanz, Level 42, Limp Bizkit, Liv Kristine, Mad Max, Magnum, Månegarm, Master, Mastodon, Megadeth, Metal Church, Michael Schenker, Mike & the Mechanics, Molly Hatchet, Monster Magnet, Moonspell, Mother’s Finest, Mr. Big, My Dying Bride, NOFX, Nazareth, Neal Morse Band, Nena, Nevermore, New Model Army, Nick Mason’s Saucerful Of Secrets, Obituary, Opeth, P.O.D., Pain of Salvation, Paradise Lost, Paul Gilbert, Phil Campbell, Praying Mantis, Primal Fear, Pro-Pain, Prong, Pur, Queensrÿche, Ratt, Raven, Rednex, Rhapsody of Fire, Richie Kotzen, Rick Springfield, Riot V, Roger Chapman, Royal Hunt, Sacred Reich, Saltatio Mortis, Schandmaul, Sick of It All, Sido, Simple Plan, Sinner, Sirenia, Skid Row, Smokie, Soilwork, Sonata Arctica, Soulfly, Spider Murphy Gang, Steel Panther, Stefanie Heinzmann, Steve Hackett, Stone Temple Pilots, Stryper, Suicide Silence, Sunrise Avenue, Symphony X, T. Rex, Týr, Taake, Tanzwut, Tarja, Tesla, The 69 Eyes, The Birthday Massacre, The Cult, The Darkness, The Gathering, The Hooters, Therapy?, Therion, Thin Lizzy, Thunder, Tito & Tarantula, Toto, Trivium, U.D.O., UFO, Udo Dirkschneider, Uli Jon Roth, Ulver, Unearth, Unheilig, Unleashed, Uriah Heep, Van Canto, Vanden Plas, Waltari, Warren G, Whitesnake, Wintersun, Wolfmother, Xandria, Xavier Naidoo, Y&T, Zeal & Ardor.
Mitschnitte von Auftritten im Z7 finden sich als Einzel-Tracks auf Alben diverser Musiker (z. B. Manowar – Hell on Stage Live und Hell on Earth Part III, Nightwish – From Wishes to Eternity oder Tiamat – The Scarred People), auch der Videoclip zu Fatal Command von Pänzer wurde im Z7 gedreht.
Komplett oder zu grossen Teilen im Z7 aufgenommene Livealben und -videos sind etwa:
- Blaze Bayley – As Live As It Gets (2003)
- Shakra – My Life, My World (2004)
- Spock’s Beard – Gluttons for Punishment (2005)
- Threshold – Surface to Stage (2006)
- Saga – Worlds Apart Revisited (2007)
- Blaze Bayley – The Night That Will Not Die (2009)
- Freedom Call – Live in Hellvetia (2011)
- Asia – Resonance: The Omega Tour 2010 (2012)
- Gamma Ray – Skeletons & Majesties Live (2012)
- Pretty Maids – It Comes Alive – Maid In Switzerland (2012)
- Ten Years After – The Name Remains The Same (2014)
- Flying Colors – Second Flight: Live at the Z7 (2015)
- Burning Witches – Burning Alive (2018)
- Lordi – Recordead Live – Sextourcism in Z7 (2019)

Der Verein Z7 Konzertfabrik organisiert auch Konzerte an anderen Locations, insbesondere im Amphitheater von Augusta Raurica in Augst und im Bierhübeli in Bern, von 2010 bis 2013 auch in der Galery Music Bar in Pratteln.